# Pseudharpinia latipes
Pseudharpinia latipes is een vlokreeftensoort uit de familie van de Phoxocephalidae. De wetenschappelijke naam van de soort is voor het eerst geldig gepubliceerd in 1900 door Norman.